# Legenda celor 8 samurai
Legenda celor 8 samurai (里見八犬伝 Satomi Hakken-den?) este un film istorico-fantastic cu arte marțiale japonez din 1983, regizat de Kinji Fukasaku⁠(d). Scenariul este inspirat din romanul Shin Satomi Hakkenden (1982, 新・里見八犬伝) al lui Toshio Kamata, el însuși o variantă adaptată liber a serialului epic Nansō Satomi Hakkenden⁠(d) al lui Kyokutei Bakin.

## Rezumat
Prințesa Shizu (Hiroko Yakushimaru⁠(d)) fuge de inamici, după ce familia ei a fost ucisă. În timpul fugii, ea este găsită de vagabondul Shinbei (Hiroyuki Sanada), înainte de a fi salvată de urmăritorii ei de către Dōsetsu (Sonny Chiba). El îi relatează legenda unui blestem aruncat asupra familiei ei și a opt mărgele care identifică opt câini-războinici care îl pot ridica, dintre care el și tovarășul său sunt doi. Pentru a o învinge pe regina rea Tamazusa (Mari Natsuki) care i-a ucis familia, ei trebuie să-i găsească pe toți cei opt samurai. Shinbei află însă identitatea prințesei Shizu și își dorește să pună mâna pe recompensa pentru capturarea ei.

## Distribuție
- Hiroko Yakushimaru⁠(d) — prințesa Shizu
- Hiroyuki Sanada — Inue Shinbee Masashi
- Sonny Chiba — Inuyama Dōsetsu Tadatomo
- Minori Terada⁠(d) — Inumura Daikaku Masanori
- Masaki Kyomoto⁠(d) — Inuzuka Shino Moritaka
- Etsuko Shihomi⁠(d) — Inusaka Keno Tanetomo
- Takuya Fukuhara — Inukawa Sōsuke Yoshitō
- Shunsuke Kariya — Inuta Kobungo Yasuyori
- Kenji Ohba⁠(d) — Inukai Genpachi Nobufuchi
- Keiko Matsuzaka⁠(d) — prințesa Fuse
- Mari Natsuki — Tamazusa
- Yūki Meguro⁠(d) — Hikita Gonnokami Motofuji
- Nagare Hagiwara⁠(d) — Yōnosuke
- Mamako Yoneyama — Funamushi
- Akira Shioji — Genjin
- Tatsuo Endō⁠(d) — Mayuroku
- Nana Okada — Hamaji
- Akira Hamada — Akushirō

## Recepție
Legenda celor 8 samurai a fost filmul japonez cu cele mai mari încasări de pe piața internă în anul 1984, aducând venituri din distribuție de 2,3 miliarde de yeni.

### Recenzii
- thegline.com
- Review Hong Kong Digital
- Thompson, Nathaniel (2006). DVD Delirium: The International Guide to Weird and Wonderful Films on DVD; Volume 3. Godalming, England: FAB Press. pp. 333–335. ISBN 1-903254-40-X.